# Qualification pour la Division III du Championnat du monde de hockey sur glace 2019
Navigation
Qualif. Division III en 2018 Qualif. Division III en 2020
Le tournoi de Qualification pour la Division III du Championnat du monde de hockey sur glace 2019 se déroule à Abou Dabi aux Émirats arabes unis du 31 mars au 6 avril 2019.

## Format de la compétition
Le Championnat du monde de hockey sur glace est un ensemble de plusieurs tournois regroupant les nations en fonction de leur niveau. Les meilleures équipes disputent le titre dans la Division Élite. Cette Division regroupe 16 équipes réparties en deux groupes de 8 qui disputent un tour préliminaire. Les 4 premiers de chaque groupe sont qualifiés pour les quarts de finale et les derniers sont relégués en Division IA à l'exception de la Suisse, organisatrice de l'édition 2020, qui ne peut être reléguée même si elle termine à la dernière place du groupe B.
Pour les autres divisions qui comptent 6 équipes, les équipes s’affrontent entre elles et, à l'issue de cette compétition, le premier est promu dans la division supérieure et le dernier est relégué dans la division inférieure. 
En Qualification pour la Division III, le vainqueur est promu en Division III.
Lors des phases de poule, les points sont attribués ainsi :
- 3 points pour une victoire dans le temps réglementaire ;
- 2 points pour une victoire en prolongation ou aux tirs de fusillade ;
- 1 point pour une défaite en prolongation ou aux tirs de fusillade ;
- aucun point pour une défaite dans le temps réglementaire.

## Officiels
4 arbitres et 7 juges de lignes ont été sélectionnés par l'IIHF pour officier lors de ce tournoi : 
| Arbitres                                                             | Juges de ligne |
| -------------------------------------------------------------------- | --- |
| - Kent Unwin - Toh Sung-taek - Liu Jia Qi - Dean Smith               | \| - Yahya Al-Jneibi - Helan Salem Alameri - Murat Aygün - Jiří Gebauer \| - Kang Tae-woo - Norbert Muzsik - Oleksii Riabikov \| |
| - Yahya Al-Jneibi - Helan Salem Alameri - Murat Aygün - Jiří Gebauer | - Kang Tae-woo - Norbert Muzsik - Oleksii Riabikov                                                                               |

## Matches
| 31 mars | Bosnie-Herzégovine | 4-5 (TB) (4-1, 0-1, 0-2, 0-0, 0-1) | Thaïlande | Abu Dhabi Ice Rink 47 spectateurs |

| Feuille de match | Feuille de match | Feuille de match                    | Feuille de match | Feuille de match                                                                             |
| ---------------- | --- | ----------------------------------- | --- | -------------------------------------------------------------------------------------------- |
|                  | Hodžić — 53 s Ćatović (Omer) — 8 min 48 s (SN) Pila (Ćatović, Mrkva) — 13 min 46 s (SN) Omer (Dzamalija) — 15 min 36 s - | 1-0 2-0 3-0 4-0 4-1 4-2 4-3 4-4 4-5 | - Nagayama — 18 min 23 s (SN) Thanakroekkiat (Nagayama) — 22 min 16 s Ingkharratphithakon (Vattanapanyakul, Nagayama) — 42 min 9 s Limpinphet (Suwachirat, Luckanatinakorn) — 49 min 39 s Khuhakaew — 65 min (TB) | Arbitrage : Liu Jiaqi Juges de lignes : Yahya Al-Jneibi, Jiří Gebauer et Helan Salem Alameri |
| Ćapin            | Gardiens | Ungkulpattanasuk                    | | Arbitrage : Liu Jiaqi Juges de lignes : Yahya Al-Jneibi, Jiří Gebauer et Helan Salem Alameri |
| 12 min           | Pénalités | 16 min                              | | Arbitrage : Liu Jiaqi Juges de lignes : Yahya Al-Jneibi, Jiří Gebauer et Helan Salem Alameri |
| 29               | Tirs | 53                                  | | Arbitrage : Liu Jiaqi Juges de lignes : Yahya Al-Jneibi, Jiří Gebauer et Helan Salem Alameri |

| 31 mars | Kirghizistan | 0-5 (forfait) | Koweït | Abu Dhabi Ice Rink |

| Feuille de match | Feuille de match | Feuille de match | Feuille de match | Feuille de match                                                      |
| ---------------- | ---------------- | ---------------- | ---------------- | --------------------------------------------------------------------- |
|                  |                  |                  |                  | Arbitrage : Dean Smith Juges de lignes : Jiří Gebauer et Kang Tae-woo |
|                  |                  |                  |                  |                                                                       |
|                  |                  |                  |                  |                                                                       |
|                  |                  |                  |                  |                                                                       |

| 31 mars | Émirats arabes unis | 11-1 (5-0, 6-0, 0-1) | Hong Kong | Abu Dhabi Ice Rink 168 spectateurs |

| Feuille de match | Feuille de match | Feuille de match                                   | Feuille de match               | Feuille de match                                                          |
| ---------------- | --- | -------------------------------------------------- | ------------------------------ | ------------------------------------------------------------------------- |
|                  | Karkorsky (Remess) — 8 min 31 s Zainutdinov (Karkorsky) — 13 min 10 s Remess (J. Al-Dhareri) — 16 min 46 s Zainutdinov — 18 min 48 s Al-Mahrooqi (Zainutdinov) — 19 min 19 s Zainutdinov — 21 min 14 s Al-Mehairi (O. Al-Shamsi) — 22 min 36 s J. Al-Dhareri (Zainutdinov) — 27 min 14 s J. Al-Dhareri (Zainutdinov) — 36 min 21 s Zainutdinov (Alkaabi) — 37 min 46 s Zainutdinov (J. Al-Dhareri, Al-Mahrooqi) — 39 min 37 s - | 1-0 2-0 3-0 4-0 5-0 6-0 7-0 8-0 9-0 10-0 11-0 11-1 | - Wong K. (Tang) — 51 min 52 s | Arbitrage : Toh Sung-taek Juges de lignes : Murat Aygün et Norbert Muzsik |
| Al-Suwaidi       | Gardiens | Keung (20 min) Cheung (40 min)                     |                                | Arbitrage : Toh Sung-taek Juges de lignes : Murat Aygün et Norbert Muzsik |
| 4 min            | Pénalités | 4 min                                              |                                | Arbitrage : Toh Sung-taek Juges de lignes : Murat Aygün et Norbert Muzsik |
| 41               | Tirs | 16                                                 |                                | Arbitrage : Toh Sung-taek Juges de lignes : Murat Aygün et Norbert Muzsik |

| 1er avril | Hong Kong | 12-2 (4-1, 2-0, 6-1) | Koweït | Abu Dhabi Ice Rink 68 spectateurs |

| Feuille de match | Feuille de match | Feuille de match                                            | Feuille de match                                                                            | Feuille de match                                                             |
| ---------------- | --- | ----------------------------------------------------------- | ------------------------------------------------------------------------------------------- | ---------------------------------------------------------------------------- |
|                  | - Lau (Lo, Au-Yeung) — 6 min 7 s Sham (Wong K., To) — 7 min 25 s Au-Yeung (Tang, Wong K.) — 10 min 33 s (SN) Wong K. (Sham, To) — 14 min 16 s Tang — 30 min Kan S. — 32 min 9 s (IN) Chau (Wong Y., Sham) — 43 min 5 s Lo — 44 min 27 s J. Wong (Fung) — 46 min 3 s J. Wong (Kan C.) — 46 min 20 s Chau (Tang) — 49 min 16 s Chau (Lam, Kan C.) — 53 min 30 s - | 0-1 1-1 2-1 3-1 4-1 5-1 6-1 7-1 8-1 9-1 10-1 11-1 12-1 12-2 | A. Al-Sarraf (Al-Qattan) — 3 min 32 s - Al-Awadhi (Al-Zidan, Al-Maraghy) — 58 min 53 s (SN) | Arbitrage : Kent Unwin Juges de lignes : Yahya Al-Jneibi et Oleksiy Ryabikov |
| Cheung           | Gardiens | Al-Saegh                                                    |                                                                                             | Arbitrage : Kent Unwin Juges de lignes : Yahya Al-Jneibi et Oleksiy Ryabikov |
| 12 min           | Pénalités | 10 min                                                      |                                                                                             | Arbitrage : Kent Unwin Juges de lignes : Yahya Al-Jneibi et Oleksiy Ryabikov |
| 33               | Tirs | 17                                                          |                                                                                             | Arbitrage : Kent Unwin Juges de lignes : Yahya Al-Jneibi et Oleksiy Ryabikov |

| 1er avril | Thaïlande | 5-0 (forfait) | Kirghizistan | Abu Dhabi Ice Rink |

| Feuille de match | Feuille de match | Feuille de match | Feuille de match | Feuille de match                                                           |
| ---------------- | ---------------- | ---------------- | ---------------- | -------------------------------------------------------------------------- |
|                  |                  |                  |                  | Arbitrage : Liu Jiaqi Juges de lignes : Helan Salem Alameri et Murat Aygün |
|                  |                  |                  |                  |                                                                            |
|                  |                  |                  |                  |                                                                            |
|                  |                  |                  |                  |                                                                            |

| 1er avril | Bosnie-Herzégovine | 3-10 (0-3, 1-6, 2-1) | Émirats arabes unis | Abu Dhabi Ice Rink 74 spectateurs |

| Feuille de match                | Feuille de match                                                                               | Feuille de match                                      | Feuille de match | Feuille de match                                                      |
| ------------------------------- | ---------------------------------------------------------------------------------------------- | ----------------------------------------------------- | --- | --------------------------------------------------------------------- |
|                                 | - Hasović — 30 min 55 s - Dzamalija (Đinalić, Omer) — 48 min 12 s - Mrkva (Omer) — 57 min 50 s | 0-1 0-2 0-3 0-4 0-5 0-6 1-6 1-7 1-8 1-9 2-9 2-10 3-10 | J. Al-Dhaheri (Rem) — 7 min 22 s (SN) Sauko (O. Al-Shamsi) — 12 min 26 s J. Al-Dhaheri (Zainutdinov, Karkotski) — 17 min 36 s (SN) Zainutdinov (J. Al-Dhaheri) — 22 min 13 s (SN) Karkotski — 26 min 10 s Al-Mahrooqi (Rem) — 28 min 1 s - Zainutdinov (Rem) — 32 min 27 s (IN) Al-Mahrooqi (J. Al-Dhaheri, Zainutdinov) — 33 min 22 s Al-Suwaidi (O. Al-Shamsi) — 39 min 15 s - Zainutdinov (J. Al-Dhaheri, Al-Mahrooqi) — 49 min 20 s - | Arbitrage : Dean Smith Juges de lignes : Jiří Gebauer et Kang Tae-woo |
| Ćapin (40 min) Pašović (20 min) | Gardiens                                                                                       | Al-Suwaidi                                            | | Arbitrage : Dean Smith Juges de lignes : Jiří Gebauer et Kang Tae-woo |
| 12 min                          | Pénalités                                                                                      | 10 min                                                | | Arbitrage : Dean Smith Juges de lignes : Jiří Gebauer et Kang Tae-woo |
| 17                              | Tirs                                                                                           | 50                                                    | | Arbitrage : Dean Smith Juges de lignes : Jiří Gebauer et Kang Tae-woo |

| 3 avril | Bosnie-Herzégovine | 5-0 (forfait) | Kirghizistan | Abu Dhabi Ice Rink |

| Feuille de match | Feuille de match | Feuille de match | Feuille de match | Feuille de match                                                               |
| ---------------- | ---------------- | ---------------- | ---------------- | ------------------------------------------------------------------------------ |
|                  |                  |                  |                  | Arbitrage : Kent Unwin Juges de lignes : Helan Salem Alameri et Norbert Muzsik |
|                  |                  |                  |                  |                                                                                |
|                  |                  |                  |                  |                                                                                |
|                  |                  |                  |                  |                                                                                |

| 3 avril | Hong Kong | 6-5 (0-3, 3-2, 3-0) | Thaïlande | Abu Dhabi Ice Rink 56 spectateurs |

| Feuille de match | Feuille de match | Feuille de match                            | Feuille de match | Feuille de match                                                             |
| ---------------- | --- | ------------------------------------------- | --- | ---------------------------------------------------------------------------- |
|                  | - Kan S. (Wong K.) — 27 min 22 s - Tang (Lo) — 35 min 11 s To (Tang) — 36 min 42 s To (Tang) — 54 min 33 s Sham — 57 min 23 s Wong K. (Kan S., Wong Y.) — 59 min 20 s (SN) | 0-1 0-2 0-3 0-4 1-4 1-5 2-5 3-5 4-5 5-5 6-5 | Nagayama (Suwachirat) — 6 min 51 s Suwachirat (Supadilokluk, Forster) — 15 min 52 s Kitayama (Supadilokluk) — 16 min 20 s Suwachirat (Forster, Nagayama) — 20 min 52 s - Limpinphet (Kitayama, Nagayama) — 31 min 13 s - | Arbitrage : Toh Sung-taek Juges de lignes : Kang Tae-woo et Oleksiy Ryabikov |
| Keung            | Gardiens | Ungkulpattanasuk                            | | Arbitrage : Toh Sung-taek Juges de lignes : Kang Tae-woo et Oleksiy Ryabikov |
| 12 min           | Pénalités | 16 min                                      | | Arbitrage : Toh Sung-taek Juges de lignes : Kang Tae-woo et Oleksiy Ryabikov |
| 34               | Tirs | 26                                          | | Arbitrage : Toh Sung-taek Juges de lignes : Kang Tae-woo et Oleksiy Ryabikov |

| 3 avril | Émirats arabes unis | 13-1 (5-0, 8-0, 0-1) | Koweït | Abu Dhabi Ice Rink 98 spectateurs |

| Feuille de match | Feuille de match | Feuille de match                                             | Feuille de match        | Feuille de match                                                    |
| ---------------- | --- | ------------------------------------------------------------ | ----------------------- | ------------------------------------------------------------------- |
|                  | J. Al-Dhareri (Al-Mehairi) — 1 min 25 s Al-Kaabi (Al-Nuaimi, Al-Mehairi) — 2 min 40 s Al-Nuaimi (Al-Kaabi) — 12 min 19 s Al-Mahrooqi (Al-Ameri, Al-Mazrouei) — 18 min 24 s Al-Kaabi (Al-Mazrouei, Al-Nuaimi) — 19 min 52 s J. Al-Dhareri (Al-Mehairi, Al-Mahrooqi) — 21 min 45 s Al-Zaabi (J. Al-Dhareri, Al-Ameri) — 25 min 12 s Al-Blooshi — 30 min 17 s Al-Kaabi (Al-Mazrouei, M. Al-Shamsi) — 30 min 44 s Al-Mehairi (Al-Nuaimi) — 31 min 59 s O. Al-Shamsi — 32 min 23 s Al-Kaabi (Al-Blooshi) — 36 min 59 s (IN) Al-Mahrooqi — 39 min 53 s (SN) - | 1-0 2-0 3-0 4-0 5-0 6-0 7-0 8-0 9-0 10-0 11-0 12-0 13-0 13-1 | - Al-Ajmi — 57 min 10 s | Arbitrage : Liu Jiaqi Juges de lignes : Murat Aygün et Jiří Gebauer |
| Al-Dhaheri       | Gardiens | Al-Sarraf (32 min 23 s) Al-Saegh (27 min 37 s)               |                         | Arbitrage : Liu Jiaqi Juges de lignes : Murat Aygün et Jiří Gebauer |
| 6 min            | Pénalités | 16 min                                                       |                         | Arbitrage : Liu Jiaqi Juges de lignes : Murat Aygün et Jiří Gebauer |
| 27               | Tirs | 9                                                            |                         | Arbitrage : Liu Jiaqi Juges de lignes : Murat Aygün et Jiří Gebauer |

| 4 avril | Kirghizistan | 0-5 (forfait) | Hong Kong | Abu Dhabi Ice Rink |

| Feuille de match | Feuille de match | Feuille de match | Feuille de match | Feuille de match                                                        |
| ---------------- | ---------------- | ---------------- | ---------------- | ----------------------------------------------------------------------- |
|                  |                  |                  |                  | Arbitrage : Dean Smith Juges de lignes : Kang Tae-woo et Norbert Muzsik |
|                  |                  |                  |                  |                                                                         |
|                  |                  |                  |                  |                                                                         |
|                  |                  |                  |                  |                                                                         |

| 4 avril | Koweït | 0-9 (0-2, 0-3, 0-4) | Bosnie-Herzégovine | Abu Dhabi Ice Rink 52 spectateurs |

| Feuille de match | Feuille de match | Feuille de match                          | Feuille de match | Feuille de match                                                           |
| ---------------- | ---------------- | ----------------------------------------- | --- | -------------------------------------------------------------------------- |
|                  | -                | 0-1 0-2 0-3 0-4 0-5 0-6 0-7 0-8 0-9       | Ćatović (Omer, Hodžić) — 3 min 51 s Ismailović (Omer, Hodžić) — 10 min 40 s Mrkva (Omer, Ćatović) — 28 min 17 s Ćatović (Omer, London) — 28 min 31 s Hodžić — 31 min 13 s (SN) Omer — 45 min 5 s Hasović (Hodžić) — 47 min 51 s Mušić — 57 min 2 s Mušić (Posavec, Omer) — 59 min 28 s | Arbitrage : Toh Sung-taek Juges de lignes : Yahya Al-Jneibi et Murat Aygün |
| Al-Sarraf        | Gardiens         | Ćapin (36 min 45 s) Pašović (23 min 15 s) | | Arbitrage : Toh Sung-taek Juges de lignes : Yahya Al-Jneibi et Murat Aygün |
| 6 min            | Pénalités        | 14 min                                    | | Arbitrage : Toh Sung-taek Juges de lignes : Yahya Al-Jneibi et Murat Aygün |
| 18               | Tirs             | 35                                        | | Arbitrage : Toh Sung-taek Juges de lignes : Yahya Al-Jneibi et Murat Aygün |

| 4 avril | Thaïlande | 2-8 (1-4, 1-3, 0-1) | Émirats arabes unis | Abu Dhabi Ice Rink 123 spectateurs |

| Feuille de match | Feuille de match                                                                                     | Feuille de match                        | Feuille de match | Feuille de match                                                          |
| ---------------- | --- | --------------------------------------- | --- | ------------------------------------------------------------------------- |
|                  | Limpinphet (Luckanatinakorn) — 8 min 9 s - Kitayama (Luckanatinakorn, Nagayama) — 34 min 39 s (IN) - | 1-0 1-1 1-2 1-3 1-4 1-5 1-6 2-6 2-7 2-8 | - Zainutdinov (J. Al-Dhareri) — 8 min 55 s Zainutdinov (J. Al-Dhareri) — 11 min 4 s (SN) Zainutdinov (O. Al-Shamsi) — 14 min 15 s Al-Kaabi (Karkotski, Al-Mazrouei) — 18 min 2 s Rem (Al-Nuaimi, Al-Mazrouei) — 24 min 44 s (2 SN) Karkotski (Sauko) — 32 min 32 s - Karkotski — 37 min 34 s (IN) Al-Mazrouei (M. Al-Shamsi, Al-Nuaimi) — 57 min 54 s (SN) | Arbitrage : Kent Unwin Juges de lignes : Jiří Gebauer et Oleksiy Ryabikov |
| Ungkulpattanasuk | Gardiens                                                                                             | Al-Suwaidi                              | | Arbitrage : Kent Unwin Juges de lignes : Jiří Gebauer et Oleksiy Ryabikov |
| 53 min           | Pénalités                                                                                            | 42 min                                  | | Arbitrage : Kent Unwin Juges de lignes : Jiří Gebauer et Oleksiy Ryabikov |
| 23               | Tirs                                                                                                 | 33                                      | | Arbitrage : Kent Unwin Juges de lignes : Jiří Gebauer et Oleksiy Ryabikov |

| 6 avril | Koweït | 1-9 (0-0, 1-4, 0-5) | Thaïlande | Abu Dhabi Ice Rink 47 spectateurs |

| Feuille de match | Feuille de match          | Feuille de match                        | Feuille de match | Feuille de match                                                              |
| ---------------- | ------------------------- | --------------------------------------- | --- | ----------------------------------------------------------------------------- |
|                  | - Al-Ajmi — 33 min 35 s - | 0-1 0-2 0-3 1-3 1-4 1-5 1-6 1-7 1-8 1-9 | Suwachirat (Kitayama) — 24 min 11 s Supadilokluk (Thanakroekkiat) — 27 min 9 s (SN) Vattanapanyakul (Sukwiboon, Forster) — 28 min 37 s - Luckanatinakorn (Thanakroekkiat, Nagayama) — 38 min 42 s Thanakroekkiat (Tengsakul) — 43 min 42 s (SN) Nagayama (Thanakroekkiat, Limpinphet) — 44 min 13 s Limpinphet (Thanakroekkiat, Forster) — 46 min 53 s (SN) Limpinphet (Nagayama, Suwachirat) — 54 min 3 s (IN) Luckanatinakorn (Sigel) — 55 min 25 s | Arbitrage : Kent Unwin Juges de lignes : Helan Salem Al-Ameri et Kang Tae-woo |
| Al-Sarraf        | Gardiens                  | Charoensuk                              | | Arbitrage : Kent Unwin Juges de lignes : Helan Salem Al-Ameri et Kang Tae-woo |
| 32 min           | Pénalités                 | 14 min                                  | | Arbitrage : Kent Unwin Juges de lignes : Helan Salem Al-Ameri et Kang Tae-woo |
| 11               | Tirs                      | 50                                      | | Arbitrage : Kent Unwin Juges de lignes : Helan Salem Al-Ameri et Kang Tae-woo |

| 6 avril | Hong Kong | 7-0 (3-0, 1-0, 3-0) | Bosnie-Herzégovine | Abu Dhabi Ice Rink 39 spectateurs |

| Feuille de match | Feuille de match | Feuille de match            | Feuille de match | Feuille de match                                                            |
| ---------------- | --- | --------------------------- | ---------------- | --------------------------------------------------------------------------- |
|                  | Lo (Lam) — 12 min 28 s (IN) Sham (Au-Yeung, Kan S.) — 15 min 28 s Kan S. (Tang, Wong K.) — 19 min 14 s (SN) Kan S. — 38 min 23 s Lo (Au-Yeung, Kan S.) — 51 min 53 s Tang (Sham, Wong K.) — 53 min 21 s Chau — 54 min 5 s | 1-0 2-0 3-0 4-0 5-0 6-0 7-0 | -                | Arbitrage : Toh Sung-taek Juges de lignes : Yahya Al-Jneibi et Jiří Gebauer |
| Keung            | Gardiens | Ćapin                       |                  | Arbitrage : Toh Sung-taek Juges de lignes : Yahya Al-Jneibi et Jiří Gebauer |
| 8 min            | Pénalités | 4 min                       |                  | Arbitrage : Toh Sung-taek Juges de lignes : Yahya Al-Jneibi et Jiří Gebauer |
| 26               | Tirs | 13                          |                  | Arbitrage : Toh Sung-taek Juges de lignes : Yahya Al-Jneibi et Jiří Gebauer |

| 6 avril | Émirats arabes unis | 4-7 (2-3, 1-0, 1-4) | Kirghizistan | Abu Dhabi Ice Rink 580 spectateurs |

| Feuille de match | Feuille de match | Feuille de match                            | Feuille de match | Feuille de match                                                            |
| ---------------- | --- | ------------------------------------------- | --- | --------------------------------------------------------------------------- |
|                  | - Al-Kaabi — 9 min 6 s - Zainutdinov (Al-Mahrooqi) — 14 min 28 s - Al-Mahrooqi (Karkotsky) — 29 min 44 s (SN) Zainutdinov — 40 min 22 s - | 0-1 1-1 1-2 2-2 2-3 3-3 4-3 4-4 4-5 4-6 4-7 | Egorov — 3 min 11 s (SN) - Kolodii (Tonkikh, Abdyraev) — 10 min 20 s - Egorov (Nosov) — 19 min 16 s (SN) - Egorov (Chuvalov) — 48 min 14 s Tonkikh (Gorobets, Abdyraev) — 49 min 54 s Nosov (Tonkikh) — 50 min 39 s Nosov — 55 min 1 s | Arbitrage : Dean Smith Juges de lignes : Norbert Muzsik et Oleksiy Ryabikov |
| Al-Suwaidi       | Gardiens | Petrov                                      | | Arbitrage : Dean Smith Juges de lignes : Norbert Muzsik et Oleksiy Ryabikov |
| 42 min           | Pénalités | 10 min                                      | | Arbitrage : Dean Smith Juges de lignes : Norbert Muzsik et Oleksiy Ryabikov |
| 14               | Tirs | 36                                          | | Arbitrage : Dean Smith Juges de lignes : Norbert Muzsik et Oleksiy Ryabikov |

## Classement
| Clt   | Équipe              | PJ | V | VP | D | DP | BP | BC | Diff | Pts |
| ----- | ------------------- | -- | - | -- | - | -- | -- | -- | ---- | --- |
| +001, | Émirats arabes unis | 5  | 4 | 0  | 1 | 0  | 46 | 14 | +32  | 12  |
| +002, | Hong Kong (R)       | 5  | 4 | 0  | 1 | 0  | 31 | 18 | +13  | 12  |
| +003, | Thaïlande           | 5  | 2 | 1  | 2 | 0  | 26 | 19 | +7   | 8   |
| +004, | Bosnie-Herzégovine  | 5  | 2 | 0  | 2 | 1  | 21 | 22 | -1   | 7   |
| +005, | Koweït              | 5  | 1 | 0  | 4 | 0  | 9  | 43 | -34  | 3   |
| +006, | Kirghizistan        | 5  | 1 | 0  | 4 | 0  | 7  | 24 | -17  | 3   |

- Promu en Division III en 2020

Pour les significations des abréviations, voir statistiques du hockey sur glace.

## Statistiques individuelles
Pour les significations des abréviations, voir statistiques du hockey sur glace.
| Clt | Joueur                | Équipe              | PJ | B  | A | Pts | +/- | Pun |
| --- | --------------------- | ------------------- | -- | -- | - | --- | --- | --- |
| 1   | Artur Zainutdinov     | Émirats arabes unis | 5  | 13 | 5 | 18  | +13 | 4   |
| 2   | Juma Al-Dhaheri       | Émirats arabes unis | 5  | 6  | 8 | 14  | +18 | 2   |
| 3   | Khalifa Al-Mahrooqi   | Émirats arabes unis | 5  | 6  | 4 | 12  | +16 | 10  |
| 4   | Hideki Nagayama       | Thaïlande           | 4  | 3  | 7 | 10  | +5  | 2   |
| 5   | Mirza Omer            | Bosnie-Herzégovine  | 4  | 2  | 8 | 10  | +6  | 8   |
| 6   | Tang Shin Ming Jasper | Hong Kong           | 4  | 3  | 6 | 9   | +5  | 4   |
| 7   | Mohamed Al-Kaabi      | Émirats arabes unis | 5  | 6  | 2 | 8   | +4  | 38  |
| 8   | Artyom Karkotsky      | Émirats arabes unis | 5  | 4  | 4 | 8   | +2  | 16  |
| 9   | Wong Ka-ho            | Hong Kong           | 4  | 3  | 5 | 8   | -2  | 2   |
| 10  | Kan Siu-him           | Hong Kong           | 4  | 4  | 3 | 7   | +3  | 2   |

| Clt | Joueur                      | Équipe              | PJ | Min          | BC | Moy  | %Arr  | Bl |
| --- | --------------------------- | ------------------- | -- | ------------ | -- | ---- | ----- | -- |
| 1   | Khaled Al-Suwaidi           | Émirats arabes unis | 4  | 240 min      | 13 | 3,25 | 85,87 | 0  |
| 2   | Amel Ćapin                  | Bosnie-Herzégovine  | 4  | 201 min 45 s | 20 | 5,95 | 84,13 | 0  |
| 3   | Keung Emerson               | Hong Kong           | 3  | 140 min      | 10 | 4,29 | 81,48 | 1  |
| 4   | Cheung Ching-ho             | Hong Kong           | 2  | 100 min      | 8  | 4,80 | 81,40 | 0  |
| 5   | Pattarapol Ungkulpattanasuk | Thaïlande           | 2  | 184 min 36 s | 18 | 5,85 | 81,25 | 0  |

Nota : seuls sont classés les gardiens ayant joué au minimum 40 % du temps de jeu de leur équipe.